# Aulaconotus pachypezoides
Aulaconotus pachypezoides är en skalbaggsart som beskrevs av Thomson 1864. Aulaconotus pachypezoides ingår i släktet Aulaconotus och familjen långhorningar. Inga underarter finns listade.